# Banassa Diomandé
Banassa Diomandé (18 de julio de 1993) es una deportista marfileña que compite en taekwondo. Ganó una medalla de bronce en los Juegos Panafricanos de 2019, y cuatro medallas de bronce en el Campeonato Africano de Taekwondo entre los años 2009 y 2018.

## Palmarés internacional
| Juegos Panafricanos | Juegos Panafricanos       | Juegos Panafricanos | Juegos Panafricanos |
| Año                 | Lugar                     | Medalla             | Categoría           |
| ------------------- | ------------------------- | ------------------- | ------------------- |
| 2019                | Rabat (Marruecos)         | Medalla de bronce   | –57 kg              |
| Campeonato Africano |                           |                     |                     |
| Año                 | Lugar                     | Medalla             | Categoría           |
| 2009                | Yaundé (Camerún)          | Medalla de bronce   | –53 kg              |
| 2012                | Antananarivo (Madagascar) | Medalla de bronce   | –57 kg              |
| 2014                | Túnez (Túnez)             | Medalla de bronce   | –57 kg              |
| 2018                | Agadir (Marruecos)        | Medalla de bronce   | –57 kg              |